# Ina Kaufinger
Ina Kaufinger (* 30. Oktober 1993) ist eine ehemalige deutsche Tennisspielerin.

## Karriere
Kaufinger spielte von 2013 bis 2018 überwiegend auf der ITF Women’s World Tennis Tour, wo sie zwar viermal in einem Finale im Doppel stand, ihr aber kein Titelgewinn gelang.
2018 wurde Kaufinger Bayerische Meisterin im Dameneinzel.
Kaufinger spielte ab 2010 in den österreichischen Ligen für den ETV Enns. Zuletzt trat sie für Enns in der österreichischen 2. Bundesliga an.
2021 und 2022 trat Kaufinger mit den Damen des TC Vilshofen in der Bezirksliga des BTV an.

## Erfolge

### Finalteilnahmen Doppel
| Nr. | Datum             | Turnier | Kategorie   | Belag             | Partnerin             | Finalgegnerinnen                | Ergebnis         |
| --- | ----------------- | ------- | ----------- | ----------------- | --------------------- | ------------------------------- | ---------------- |
| 1.  | 13. Juni 2014     | Adana   | ITF $10.000 | Sand              | Ljuboslava Peruhova   | Anette Munozova Elke Lemmens    | 4:6, 3:6         |
| 2.  | 16. August 2014   | Brčko   | ITF $10.000 | Sand              | Natálie Novotná       | Ema Burgić Bucko Anita Husarić  | 6:1, 6:4         |
| 3.  | 9. September 2017 | Kairo   | ITF $15.000 | Sand              | Federica Joe Gardella | Wiktorija Kan Marija Sotowa     | 6:2, 6:0         |
| 4.  | 17. November 2017 | Oslo    | ITF $15.000 | Hartplatz (Halle) | Anette Munozova       | Leonie Küng Shaline-Doreen Pipa | 4:6, 7:5, [3:10] |